# Matka powiernica
Matka powiernica (fr. La Mère confidente) – komedia w trzech aktach Pierre’a de Marivaux wystawiona w 1735.

## Data powstania utworu
Utwór został napisany w 1735 roku i miał swą premierę 9 maja 1735 w l’Hôtel de Bourgogne. Został wystawiony przez aktorów Comédie-Italienne. Komedia cieszyła się sporym powodzeniem u publiczności.

## Osoby
| Osoba        | Jej rola w dramacie               |
| ------------ | --------------------------------- |
| Pani Arganta |                                   |
| Angelika     | jej córka                         |
| Lizeta       | jej służąca                       |
| Dorant       | adorator Angeliki                 |
| Ergast       | jego wujek                        |
| Lubek        | wieśniak, kamerdyner pani Arganty |

## Treść
Akcja sztuki rozgrywa się w domu pani Arganty. 

### Akt I
Dorant, młodzieniec bez grosza i niezbyt wybitnego pochodzenia, stara się zdobyć bardzo zamożną pannę, Angelikę. Dzięki pomocy jej służącej, Lizety, kilkakrotnie zdołał już się spotkać z ukochaną. Dlatego obiecuje dziewczynie, jeśli zdoła doprowadzić do sfinalizowania tego związku, że wyznaczy jej spory majątek. Zapewnia Lizetę, że jej pani jest dla niego kimś szczególnym. Dla niej zrezygnował z poślubienia jeszcze bogatszej wdowy w Paryżu, której nie kocha. Dorant ma bogatego wujka, który jednak liczy sobie 35 lat, nie ma więc widoków na spadek. Lizeta utwierdza swoją panią w miłości do Doranta, którego na chwilę odprawia. Przypomina jak to spotkali się po raz pierwszy na spacerze i dziwnym zrządzeniem oboje szli czytając książkę. Dorant powraca, ku ogromnej radości Angeliki, która się go zupełnie nie spodziewała. Świadkiem ich spotkania jest Lubek, wieśniak i kamerdyner pani Arganty, matki Angeliki. Żeby go zjednać dla ich sprawy, Dorant daje mu pieniądze. 
Kiedy jednak pani Arganta prosi go, by poszpiegował jej córkę i obiecuje o wiele  większe korzyści majątkowe, zdradza jej wszystko, co wieː że córka zakochała się w niezbyt majętnym młodzieńcu. Arganta zatrzymuje córkę i powołując się na łączącą je od lat przyjaźń, by wyznała jej, jak przyjaciółce, co się u niej dzieje. Dziewczyna ma problem, bo widzi w niej matkę, której nie chce wydać swej miłości. Arganta zapewnia wszakże, że w tej chwili w ogóle nie jest matką, tylko przyjaciółką i powiernicą. W ten sposób dowiaduje się, że córka jest od dłuższego czasu zakochana w młodzieńcu bez majątku, że ich spotkanie zaaranżowała Lizeta, upuściwszy książkę podczas spaceru. Arganta dobrze przypuszcza, że Lizeta ma interes w animowaniu tego związku. Zaraz też strofuje córkę, że ma przed nią tajemnice, które prowadzą do tego, że zadaje się z ludźmi niewiadomego powodzenia. Proponuje jej małżeństwo ze spotkanym kiedyś bogatym paryżaninem, który dziewczynie zupełnie nie przypadł do gustu. Pod wpływem rozmowy z matką Angelika rzuca na ziemię list Doranta, przyniesiony przez Lubka.

### Akt II
Lubek przynosi Dorantowi wiadomość, że Angelika nie przeczytała jego listu, po czym podsłuchuje dalszej rozmowy z oddali. Lizeta zachęca Doranta, by się nie poddawał, jej pani jest teraz wzburzona, gdy ochłonie powróci do niego. Tymczasem zjawia się Angelika, by rozmówić się z Lizetą. Przy okazji obrywa się i Dorantowi za skrywane wobec niej zamiary. Służącej wygarnia, że dla korzyści majątkowych próbuje ją połączyć z Dorantem. Oburzona dziewczyna broni się gwałtownie. Owszem Dorant obiecywał jej w przypływie rozmarzenia, że wynagrodzi ją, gdy ich miłość zakończy się szczęśliwie, ale miała na względzie zawsze tylko dobro swej pani, ponieważ uważa dotąd, że lepszego mężczyzny Angelika nie znajdzie, liczy się bowiem serce, nie majątek. Angelika zostaje przekonana szczerością obojga. Cała trójka jest jednak świadoma, że matka Angeliki nie zgodzi się na to małżeństwo. Zdesperowany Dorant proponuje Angelice ucieczkę, ale ona nawet nie chce o tym słyszeć, ostro sprzeciwia się takiemu pomysłowi. Zjawia się oficjalny, wysłany przez matkę adorator Angeliki, Ergast, mężczyzna powolny i raczej milkliwy, który po krótkiej i zdawkowej wymianie zdań oddala się, by załatwić jakąś sprawę w okolicy. Arganta postanawia się zemścić na Lizecie za jej matactwa. Próbuje też wyciągnąć od Lubka co podsłuchał z rozmowy zakochanych, sługa jednak tak się plącze z emocji, że nie potrafi powiedzieć nic składnego. Angelika wypytywana przez matkę okłamuje ją, że całkowicie zerwała z Dorantem, potem jednak przyznaje się, że nie potrafi jej oszukać, choć boi się, że jej przyznanie się stanie się końcem jej jedynej miłości. Matka pociesza ją, że jest wielu takich jak on, którzy ją pokochają. Angelika odpowiada jednak, że może i tak, ale ona ich nie pokocha tak jak Doranta. Matka postanawia przyjrzeć się jej wybranemu, korzystając z tego, że on jej nie zna i udając ciotkę Angeliki. 

### Akt III
Lubek informuje panią Argantę o zaproponowanej przez Doranta ucieczce i o przygotowanych przez niego środkach, by ją umożliwić, gdyby Angelika się na nią zdecydowała. Arganta poucza sługę, żeby poinformował Doranta, że ktoś chce z nim rozmawiać, ale aby nie mówił, że to matka Angeliki. Ergast dowiaduje się, że jego siostrzeniec zakochał się w tej samej pannie, o którą on się stara, a wywiedziawszy się, że Dorant jest w niej zakochany, a ona jemu przychylna, oświadcza, że wycofuje się i zostawia mu wolną rękę. Dorant przeżywa, że wszystko zostało odkryte, i że teraz Ergast sprzymierzy się z matką Angeliki. Ponownie więc nalega na ukochaną, by z nim uciekła, jeśli nie chce, by utracili swą miłość na zawsze. Dziewczyna zakazuje mu mówić o ucieczce, nie ma jednak pomysłu jak wybrnąć z trudnej sytuacji, a słuchając zrozpaczonego Doranta, czuje się zagubiona i nie wie co wybrać. Ostatecznie decyduje się położyć wszystko na jedną kartę i proponuje Dorantowi rozmowę z przychylną jej krewną. Lubek, który miał ukryć jej tożsamość, ujawnia jednak, że zbliżającą się osobą jest mama Angeliki. Przerażony Dorant ucieka. Zrozpaczona Angelika prosi matkę o ratunek. Arganta przywołuje Doranta przez sługę i pyta go o jego motywacje. Młodzieniec wyznaje, że nie mogąc połączyć się z tak bardzo mu drogą ukochaną inaczej, z powodu nieustępliwej postawy jej matki nie widzi innego wyjścia jak wspólnie z nią uciec. Uważa zresztą, że są oni właściwie małżonkami. Arganta ukazuje mu, na jakie niebezpieczeństwo naraża osobę, o której mówi, że ją kocha. Młodzieniec rezygnuje z planów ucieczki, choć oznaczają one dla niego utratę ukochanej. Angelika, przysłuchująca się rozmowie, wyjawia ukochanemu, że jej matka nie jest żadnym potworem, lecz jej najlepszą przyjaciółką i powiernicą, i że darzy ją wielką miłością za jej dobroć. Kiedy okazuje się, że Dorant stoi przed nią, młodzieniec pada przed nią na kolana. Arganta uznaje jego dobre zamiary i szlachetność i wyraża zgodę na jego ślub z córką. Zjawia się też Ergast, który oświadcza, że wycofuje się ze starań o rękę Angeliki i obdarza swego siostrzeńca godnym jego pozycji majątkiem pod warunkiem, że to on poślubi Angelikę.

## Omówienie
Matka powiernica ma zupełnie inne znaczenie niż pokrewna jej tematycznie Szkoła matek, jest w twórczości Marivaux sztuką szczególną (Sainte-Beuve). Nie ma w niej zwykłych manewrów miłosnych i kokieterii. Ukazuje serce wzruszająco szczere, uroczą młodą dziewczynę, oddaną cnocie i przepełnioną miłością, która porusza się po omacku, nie wiedząc co wybrać. Jej matka zamiast ją tyranizować, zostawia jej pełną wolność, chce być tylko jej przyjaciółką i powiernicą. Podobnie jak w Szkole matek ma dwóch konkurentów do swej ręki. Nawet imiona głównych bohaterek są te same. 
Sztuka jest raczej poważna. Tony komediowe wprowadzają jedynie Lizeta i Lubek, który każe płacić zakochanym za szpiegowanie matki, a matce za szpiegowanie zakochanych. Rolą najważniejszą i naprawdę sympatyczną jest jednak rola Angeliki, której emocje są głęboko prawdziwe i potraktowane przez autora z miłością.
Kiedy matka tłumaczy jej, że miłość do młodzieńca bez majątku nie ma przyszłości, Angelika zgadza się, ale nie jest w stanie wyrwać jej z serca. Matka domaga się, by informowała ją o wszystkim, co się dzieje pomiędzy nią a jej ukochanym, córka płacze i przyrzeka tak zrobić. Odsyła list Doranta, nie chce go wysłuchać, potem niepokoi się czy nie była zbyt surowa wobec niego. Mogę więc nadzieję, że nie jestem znienawidzony? – dopytuje młodzieniec. Obawiam się, że jest wręcz przeciwnie  – odpowiada dziewczyna. Kiedy Dorant proponuje jej ucieczkę, płacze z upokorzenia. Nie jest jednak tak dzielna jak próbuje się o tym przekonać. Kiedy matka pyta czy pomiędzy nimi wszystko skończone, zalewa się łzami. Żałuje swojej miłości i surowości, jaką okazała. Kiedy Dorant mówi jej o ucieczce, jest na niego zagniewana, ale kocha ją tak bardzo, że może mu przebaczyć nadmiar szaleństwa, wynikający z nadmiaru miłości. Żałuje, że powiedziała wszystko matce. Ta zauważa, że serce jej córki jest chore i postanawia jej pomóc. W rozmowie z Dorantem ukazuje mu, że jego projekt jest niestosowny i bezrozumny. Młodzieniec uznaje to, ale chory jest z miłości i nie może żyć bez Angeliki. Błaga tak przekonująco, że jego uczucia zdobywają również panią Argantę I wszystko kończy się dla zakochanych szczęśliwie.